# Maigret, Lognon et les Gangsters
Maigret, Lognon et les Gangsters est un roman policier de Georges Simenon, publié en 1952 aux Presses de la Cité. Il fait partie de la série des Maigret.
L'écriture de ce roman s'est déroulée du 1er au 8 octobre 1951 dans sa propriété de Shadow Rock Farm, Lakeville (Connecticut), États-Unis, soit à quelque 5 700 km de Paris où se déroule l'action.

## Résumé
Surnommé l'inspecteur Malgracieux à cause de son humeur et de son aspect sinistre, Lognon se croit sans cesse persécuté : il est convaincu qu'une vaste conspiration nuit à son avancement. En fait, il est foncièrement honnête, mais malchanceux ; c'est surtout son caractère qui l'empêche d'accéder à des fonctions supérieures. Or, voici que se présente l'affaire de sa vie : il est en mission quand, une nuit, il voit un corps jeté d'une voiture sur la chaussée, en plein Paris ; aussitôt arrive une autre voiture, dont le conducteur enlève le corps. 
Lognon décide d'agir seul, sans en référer à ses chefs, mais bientôt sa femme, malade, reçoit la visite d'inquiétants personnages parlant anglais et qui déclarent rechercher la victime. Elle alerte aussitôt Maigret car, de plus, son mari "a disparu", Maigret, intrigué, et pour la rassurer, se rend chez elle. Cependant, Lognon qui avait voulut mener son enquête et résoudre cette affaire seul, réapparaît. Il téléphone découragé à Maigret qui le convoque au Quai des Orfèvres et il raconte ce qu'il a vu et sa recherche vaine d'indices. Maigret prend l'affaire en main, tout en permettant au Malgracieux de participer à l'enquête. Le jour même, Lognon est attaqué, malmené et se retrouve à l'hôpital, sérieusement blessé. 
Ayant découvert que les gangsters sont américains, Maigret se met en rapport avec le F.B.I. qui ne lui transmet que parcimonieusement quelques renseignements : deux tueurs américains sont en effet partis pour la France ; ils s'appellent Cinaglia et Cicero. Le corps serait bien celui de Mascarelli, dit Sloppy Joe. Dans les milieux américains de Paris, on se tait. Il est conseillé à Maigret de laisser tomber cette affaire, car on n'est pas habitué en France à lutter contre de vastes organisations criminelles ; de plus, les « méthodes » des gangsters américains sont très « radicales » : Maigret est-il armé pour y faire face ? Piqué au vif par ces réflexions offensantes, Maigret va montrer aux Américains ce qu'est la police française : les deux tueurs sont rapidement retrouvés, maîtrisés et arrêtés. C'est à ce moment que se manifeste Harry Pills, assistant du « district attorney » de Saint-Louis (États-Unis). Dans cette ville, le roi du racket a assassiné un homme. Sloppy Joe, témoin du meurtre, craignant pour sa vie, a franchi l'Océan pour échapper aux tueurs lancés à ses trousses. Cinaglia et Cicero l'ont repéré à Paris et ont tenté de l'assassiner : c'est son corps qu'ils ont jeté dans la rue sous les yeux de Lognon. Pills a été chargé de poursuivre les gangsters et de ramener le témoin vivant : c'est lui qui a recueilli et emmené Sloppy Joe qui n'était que blessé. 
Sans Lognon, ces événements auraient échappé à la police française méprisée par les Américains ; mais Maigret leur a montré...

## Aspects particuliers du roman
Maigret désire montrer aux Américains ce que vaut la police française. L’idée dont il est persuadé est que tous les tueurs sont des imbéciles, sinon ils ne tueraient pas. Ce qui doit être aussi vrai aux États-Unis qu’en France. 

## Fiche signalétique de l'ouvrage

### Cadre spatio-temporel

#### Espace
Paris (principalement quartier de l’Étoile). Maisons-Laffitte. Références à Saint-Louis (États-Unis).

#### Temps
Époque contemporaine ; l’enquête dure trois jours et se déroule en novembre.

### Les personnages

#### Personnages principaux
Lognon, dit le Malgracieux, inspecteur de police du IXe arrondissement, marié, pas d’enfants, 47 ans.

#### Autres personnages
- Tony Cicero, tueur américain
- Charles Cinaglia, tueur américain
- Mascarelli, dit Sloppy Joe, Américain, la victime
- Harry Pills, Américain, assistant du « district attorney » de Saint-Louis (États-Unis).

## Éditions
- Prépublication en feuilleton dans le bimensuel La Revue des Deux Mondes, no 6-10 du 15 mars au 15 mai 1952, sous le titre Maigret et les gangsters
- Édition originale : Presses de la Cité, 1952
- Tout Simenon, tome 5, Omnibus, 2002  (ISBN 978-2-258-06046-3)
- Livre de Poche, n° 31867, 2010  (ISBN 978-2-253-13388-9)
- Tout Maigret, tome 5, Omnibus,  2019  (ISBN 978-2-258-15046-1)

## Adaptations
- Sous le titre The Experts, téléfilm anglais d'Andrew Osborn, avec Rupert Davies, diffusé en 1961.
- Sous le titre Maigret voit rouge, film français de Gilles Grangier avec Jean Gabin (Commissaire Maigret), Françoise Fabian (Lilli), Michel Constantin (Tony Cicero), Marcel Bozzuffi (l'inspecteur Torrence), Paulette Dubost (Mme Robert, la patronne de l'hôtel), sorti en 1963.
- Sous le titre Maigret en de gangsters, téléfilm néerlandais avec Jan Teulings, diffusé en 1969.
- Maigret, Lognon et les gangsters, téléfilm français de Jean Kerchbron avec Jean Richard, diffusé en 1977.

## Source
- Maurice Piron, Michel Lemoine, L'Univers de Simenon, guide des romans et nouvelles (1931-1972) de Georges Simenon, Presses de la Cité, 1983, p. 332-333  (ISBN 978-2-258-01152-6)